# パイオニア探査機の金属板

パイオニア探査機の金属板

パイオニア探査機の金属板（パイオニアたんさきのきんぞくばん、Pioneer plaque）は、1972年と1973年に打ち上げられた宇宙探査機パイオニア10号・11号に取り付けられた金属製の銘板で、人類からのメッセージを絵で記したものである。探査機によるMETI (Messaging to Extra-Terrestrial Intelligence) = Active SETI（能動的な地球外知的生命体探査）の最初のケースである。
金属板には人間の男女の姿とともに、探査機の故郷である地球に関する情報を示す記号がいくつか描かれている。この金属板は星間空間を漂う一種のボトルメールとして作られた。この金属板を搭載した探査機が将来、ある恒星の周囲30天文単位以内を通過するまでに要する平均的時間は我々の銀河系の現在の年齢よりも長いと見積もられている。
この金属板は探査機のアンテナの支柱上の、宇宙塵による侵食から守られる位置に取り付けられている。NASA ではこの金属板（と探査機自身）が地球や太陽よりも長く生き残ることを期待している。
1977年に打ち上げられたボイジャー探査機には、このパイオニアの金属板よりももっと複雑で詳細なメッセージを記録したレコード盤が搭載されている。

## 歴史

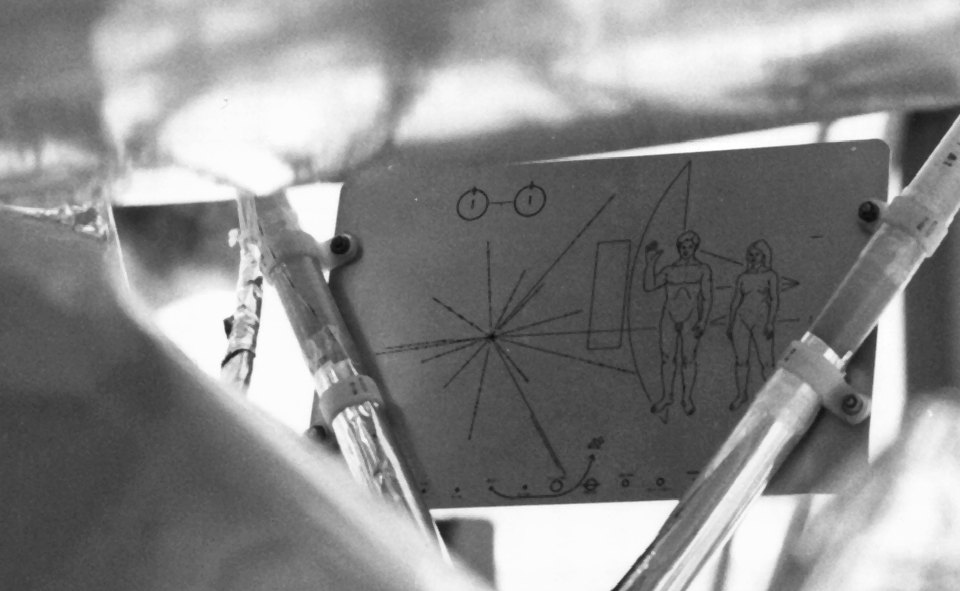
パイオニア10号に取り付けられた金属板

パイオニア探査機に人類のメッセージを積み込むというアイデアは元々、科学評論家・ジャーナリストのエリック・バージェスによって、マリナー9号ミッションが行なわれていた当時のパサデナのジェット推進研究所を訪れた際に最初に言及された。彼は宇宙科学ライターのリチャード・C・ホーグランドとともにカール・セーガンに面会した。セーガンは以前クリミアで行なわれた会議で、地球外知的生命との交信について講演していた。
セーガンはパイオニア探査機でメッセージを送るという彼らの考えに夢中になった。NASAはこの計画を承認し、メッセージを準備する期間としてセーガンに3週間を与えた。セーガンはフランク・ドレイクとともに金属板をデザインし、そこに描かれる図版は当時のセーガンの妻リンダ・サルツマン・セーガンが用意した（後年、ホーグランドがこの金属板の実際のデザインの考案者として自分の名前をクレジットすることを求めているが、この主張はセーガンとドレイクの両方から強く拒否されている。彼らはホーグランドの寄与は探査機に何かメッセージを載せるというアイデアの部分だけであるとしている）。
最初の金属板は1972年3月2日にパイオニア10号とともに打ち上げられ、2枚目の金属板は1973年4月5日にパイオニア11号で打ち上げられた。この2機の探査機は1980年代に太陽系を脱出している。

## 仕様
素材
6061-T6 金色光沢陽極酸化処理アルミニウム合金
幅
229ミリメートル（9インチ）
高さ
152ミリメートル（6インチ）
厚さ
1.27ミリメートル（0.05インチ）
彫刻の平均深さ
381マイクロメートル（15サウ）

## 図版

### 中性水素の超微細遷移

中性水素の超微細遷移

金属板の左上には宇宙に最も多く存在する水素原子の超微細遷移の概念図が描かれている。この記号の下に描かれている短い垂直の線は二進法で表した 1 である。この図は、水素原子の軌道電子のスピンが上向き（平行）から下向き（反平行）に変わることで放出される電磁波（21cm線）の波長 (21 cm) と振動数 (1420 MHz) をそれぞれ長さと時間の単位として用いることができ、これ以降の図版でもこの二つが単位として使われていることを示している。

### 男女の姿

男女の姿

金属板の右側には、探査機の絵の手前に裸体の男性と女性の姿が描かれている。女性の身長を表す2本の水平線の間には二進法の 8 が記されている。これは水素の21 cm線の波長を単位としてこの女性の身長が 8 × 21 cm = 168 cm であることを示している。
男性は友好の印として右手を挙げている。この身振りはおそらく万国共通のものではないが、この図は人間が向かい合わせになっている両手の親指を相手に見せることができる、すなわち手足を動かせることを示している。
この絵では女性の性器は実際の通りには描かれておらず、恥丘のみが描かれている。この理由については、元々この銘板を完成するための時間があまりなかったため、性器をあまり詳細に描写すると金属板の設置自体をNASAから却下されるかもしれないと考えたセーガンが安全のために妥協した、と言われている (Fletcher, 2001)。しかし、マーク・ウォルバートンのより詳しい説明によると、元々のデザインでは「女性の外陰部を表す短い線」が描かれていた (Wolverton, 2004)。この線は NASA の宇宙科学部長・主任研究者であったジョン・ノーグルによって、金属板を搭載することを認める代わりの条件として消去されたという。

### 探査機の外形

探査機の外形

人間の姿の背後にはパイオニア探査機の外形が描かれている。この絵は人間と同じ縮尺で描かれており、探査機の実物のサイズを元に、地球人（成人）の大きさや体格を推定できるようになっている。

### 銀河系中心と14個のパルサーに対する太陽の相対位置

銀河系中心と14個のパルサーに対する太陽の相対位置

金属板の左側に描かれている放射状の絵は同じ点から伸びた15本の直線からなっている。これらの線のうち14本には長い二進法の数字が続いて書かれており、この数字は21cm遷移の振動数（の逆数）を単位としたパルサーの周期を表している。パルサーのパルスの周期は時間とともに変化するので、これらの値からこの探査機が打ち上げられた時代を計算することができる。
それぞれの直線の長さは太陽から各々のパルサーまでの相対距離を示している。各直線の端に描かれている目盛は銀河面に直交する Z 軸方向の距離を表す。
仮にこの金属板が発見された時には、発見場所からはこれらのパルサーのうちのいくつかしか観測できないかもしれない。金属板に14個ものパルサーの位置が描かれているのは、これらのパルサーのうち数個を同定できれば、三角測量の原理を用いてこの放射状の線の原点である太陽の位置を求めることができるという冗長性のためである。
この絵の15本目の直線は金属板の右方向へ人間の絵の後ろまで延びている。この線は太陽から銀河系の中心までの相対距離と方向を表している。

### 太陽系

太陽系

金属板の下側には太陽系の模式図が描かれている。ここには探査機の小さな絵とその経路も描かれており、地球から出て木星を通過して太陽系を脱出する、という経路が示されている。ソル太陽系を同定するためのヒントとして土星にはその環が描かれている。ただし打上げ当時にまだ確認されていなかった木星や天王星の環は描かれていない。
またこの図には、各惑星（冥王星を含む9個）の軌道の径は反映されていない。それを補助するため、各惑星の上下に太陽からの距離について、水星の軌道半径の 1/10 を単位とした相対的な値が2進法で書かれている。

## 批評
この金属板について批評家達は、これに描かれたメッセージはあまりにも人間中心主義的で理解するのは困難だと論じた。この金属板のメッセージは、容易に読めるということよりは最小限のスペースに最大限の情報を盛り込むという意図の下にデザインされたものだが、このメッセージを見せられた研究者でメッセージの全てを解読できた者はほとんど誰もいなかった。このことから、我々人類と同じ知識を共有していない地球外知的生命体がこれを解読するのはもっとずっと難しいだろうと考えられる。もしこの金属板が地球外知的生命体によって発見されたら、我々がエジプトのヒエログリフを解読するのに何世紀もかかったのと同様に、この発見者がメッセージを読み解くためには数世代を必要とするかもしれない。
この金属板に対する別の批評として、悪意を持った地球外知的生命体がこのメッセージの情報を使って地球を発見・攻撃するかもしれないので、探査機の故郷をこのような方法で示すことは賢明ではない、という批判もある。これに対してセーガンは、このメッセージが近い将来に発見される可能性は非常に小さいこと、また地球は数十年間にわたってラジオ・テレビ放送の電波を光速で地球外に放射し続けており（ラジオ放送は1930年代に実用化されたので、計画実施の時点で既に40年）、既に地球の存在は銀河系内に宣伝されていることを挙げてこのような見方には反対した。
フランク・ドレイクによると、この金属板に描かれた人間が裸体であることについて多くの批判的・否定的な反応があった（Sagan, 1978）。シカゴ・サンタイムズは男女の絵の性器を隠すように画像を修正して掲載した。ロサンゼルス・タイムズは、NASAは宇宙に猥褻画を送るために納税者の金を浪費したと非難する読者からの「怒りの手紙」を受け取った。